# Astro Girl - 2
American Heroine "Astro Girl" SEASON-2 (アメリカンヒロイン　アストロガール　SEASON 2) es una película japonesa del 11 de enero de 2008, producida por Zen Pictures. El género es tokusatsu, acción y aventuras, con artes marciales, protagonizada por Delcea Mihaela Gabriela, como Astro Girl, y dirigido por Toru Kikkawa. Es la secuela de American Heroine "Astro Girl" SEASON-1 que salió en el 2007.
El idioma es en japonés, pero también está disponible con subtítulos en inglés, en DVD o descargable por internet.

## Argumento
Astro Girl todavía no está recuperada de los daños que le causó la llamada piedra Minerva, pero eso no le parará para ayudar a gente con problemas. Astro Girl se tendrá que enfrentar a "Thunder Knights" que es un villano que también posee los mismos poderes que Astro Girl porque proviene del mismo planeta Astro.